# 流れのブルース
『流れのブルース』（ながれのブルース）は、1971年12月5日に発売された森進一の22枚目のシングル。

## 解説
- 歌詞中には釧路、札幌、金沢・主計町、岐阜・柳ケ瀬、京都・木屋町、博多・中洲が登場する。

## 収録曲
1. 流れのブルース（4分11秒）
作詞：保富康午／作曲：城美好／編曲：小谷充
2. 悲恋（4分2秒）
作詞：阿久悠／作曲：猪俣公章／編曲：竹村次郎